# Communes du canton de Schaffhouse

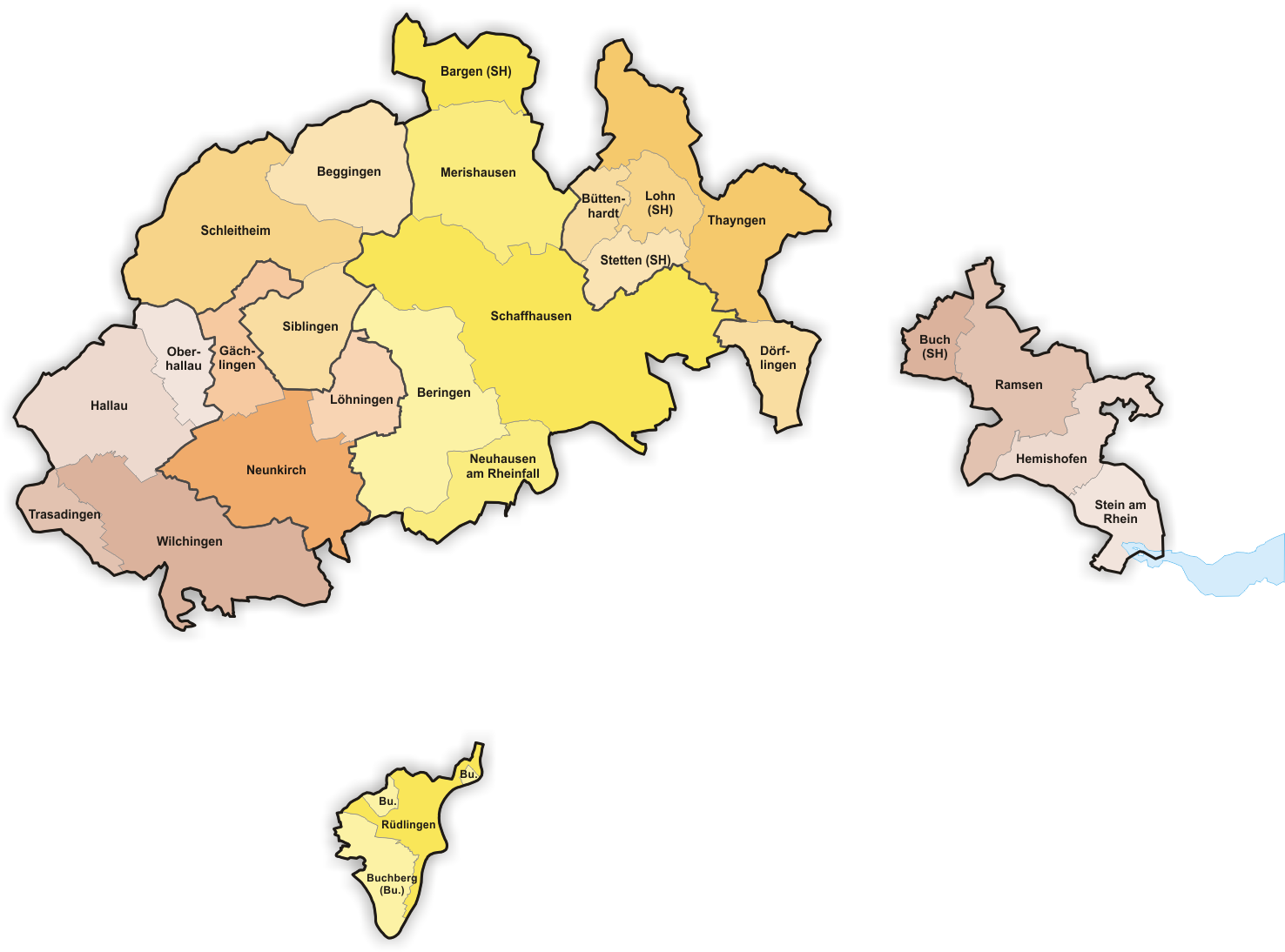
Carte du canton de Schaffhouse présentant sa division en communes en 2013, ainsi que les anciens districts.

Cet article présente une liste des communes du canton de Schaffhouse.

## Liste
En 2013, le canton de Schaffhouse compte 26 communes, réparties sur 6 districts, qui ne sont plus utilisés depuis 1999 qu'à des fin statistiques.
Le canton s'étend également sur le lac de Constance, sans que cette zone ne fasse partie d'aucune commune ; elle est comprise dans la liste à fins de comparaison.
| Nom                        | N° OFS | Population (décembre 2022) | Superficie (km2) | Densité (hab./km2) |
| -------------------------- | ------ | -------------------------- | ---------------- | ------------------ |
| Bargen                     | 2931   | +000322,                   | +0008,27         | 39                 |
| Beggingen                  | 2951   | +000467,                   | +0012,59         | 37                 |
| Beringen                   | 2932   | +005 153,                  | +0018,64         | 276                |
| Buch                       | 2961   | +000310,                   | +0003,79         | 82                 |
| Buchberg                   | 2933   | +000880,                   | +0005,89         | 149                |
| Büttenhardt                | 2914   | +000420,                   | +0004,02         | 104                |
| Dörflingen                 | 2915   | +001 052,                  | +0005,82         | 181                |
| Gächlingen                 | 2901   | +000929,                   | +0007,15         | 130                |
| Hallau                     | 2971   | +002 335,                  | +0015,32         | 152                |
| Hemishofen                 | 2962   | +000478,                   | +0007,91         | 60                 |
| Lohn                       | 2917   | +000759,                   | +0004,88         | 156                |
| Löhningen                  | 2903   | +001 615,                  | +0006,86         | 235                |
| Merishausen                | 2936   | +000873,                   | +0017,56         | 50                 |
| Neuhausen am Rheinfall     | 2937   | +010 893,                  | +0008,           | 1362               |
| Neunkirch                  | 2904   | +002 506,                  | +0017,92         | 140                |
| Oberhallau                 | 2972   | +000429,                   | +0006,03         | 71                 |
| Ramsen                     | 2963   | +001 540,                  | +0013,5          | 114                |
| Rüdlingen                  | 2938   | +000809,                   | +0005,49         | 147                |
| Schaffhouse                | 2939   | +037 713,                  | +0041,86         | 901                |
| Schleitheim                | 2952   | +001 738,                  | +0021,6          | 80                 |
| Siblingen                  | 2953   | +000888,                   | +0009,41         | 94                 |
| Stein am Rhein             | 2964   | +003 571,                  | +0005,76         | 620                |
| Stetten                    | 2919   | +001 467,                  | +0004,69         | 313                |
| Thayngen                   | 2920   | +005 690,                  | +0019,93         | 285                |
| Trasadingen                | 2973   | +000639,                   | +0004,13         | 155                |
| Wilchingen                 | 2974   | +001 738,                  | +0021,13         | 82                 |
| Partie du lac de Constance | 9327   | +00 0000,                  | +0000,27         | 0                  |
| Total                      | Total  | +085 214,                  | +0298,42         | 286                |

Le canton de Schaffhouse possède deux fragments séparés du reste du territoire cantonal. Le premier est formé par les communes de Buchberg et Rüdlingen et est situé entre le canton de Zurich et l'Allemagne. Le deuxième comprend les communes de Buch, Hemishofen, Ramsen et Stein am Rhein et est situé entre le canton de Thurgovie et l'Allemagne.

## Fusions de communes
Le tableau ci-dessous dresse la liste des fusions de communes ayant été opérées dans le canton de Schaffhouse.
| Entrée en vigueur (date) | Anciennes communes                                 | Nouvelle commune |
| ------------------------ | -------------------------------------------------- | ---------------- |
| 1947                     | Buchthalen + Schaffhouse                           | Schaffhouse      |
| 1964                     | Herblingen + Schaffhouse                           | Schaffhouse      |
| 2004                     | Barzheim + Thayngen                                | Thayngen         |
| 2005                     | Osterfingen + Wilchingen                           | Wilchingen       |
| 2009                     | Hemmental + Schaffhouse                            | Schaffhouse      |
| 2009                     | Altdorf + Bibern + Hofen + Opfertshofen + Thayngen | Thayngen         |
| 2013                     | Beringen + Guntmadingen                            | Beringen         |